# 罗马尼亚诺-阿尔蒙特
罗马尼亚诺-阿尔蒙特（義大利語：Romagnano al Monte），是意大利萨莱诺省的一个市镇。总面积9平方公里，人口393人，人口密度43.7人/平方公里（2009年）。ISTAT代码为065110。